# Gabriele Bianchi
Gabriele Bianchi (Verona, 27 luglio 1901 – Mirano, 8 ottobre 1974) è stato un compositore italiano.

## Biografia
Trasferitosi con la famiglia a Parma, inizia gli studi al conservatorio della città nel 1917, frequentando la classe di composizione del direttore del conservatorio Guglielmo Zuelli.
Nel 1921 frequenta nella stessa città la scuola di composizione di Gian Francesco Malipiero. A quest'epoca risalgono i primi lavori (Primi canti per soprano e pianoforte, 1920 e Sonata in sol per violino e pianoforte, 1922) in cui Bianchi inizia ad accostarsi alle espressioni delle correnti italiane contemporanee e all'uso della politonalità nella direzione intrapresa in quegli anni dallo stesso Malipiero e da Alfredo Casella.
Nel 1924 ottiene la prima cattedra di esercitazioni orchestrali del conservatorio Arrigo Boito di Parma.
Nel 1925 gli viene affidata la cattedra di armonia, contrappunto e fuga e di storia della musica dell'allora liceo musicale (ora conservatorio) Benedetto Marcello di Venezia, città nella quale Bianchi si trasferisce.
Al 1927 risale l'amicizia del maestro con il poeta Diego Valeri. La loro collaborazione porterà alla rappresentazione della fiaba Soregina al teatro la Fenice il 24 marzo 1928.
Col Concerto per orchestra in quattro movimenti, vince il primo premio al concorso Premio Venezia indetto dalla presidenza del Primo Festival di Musica della Biennale.
Nel 1935 lavora al balletto Sogni e Stagioni, con cui partecipa nel gennaio del 1936 al concorso internazionale "Emil Hertzka" di Vienna, vincendo il primo premio. Nel 1937 gli viene affidato il corso di composizione.
Dal 1935 in poi la fortuna di Bianchi segue alterne vicende date dal progressivo mutare del gusto e dell'estetica nel clima musicale di quegli anni, passando dalla relativa libertà che si respira nel 1935, al clima del 1937 dominato dal nazionalismo.
Le conseguenze del clima di quegli anni segnano una svolta nello stile di Bianchi e una battuta d'arresto nelle esecuzioni pubbliche fino al 1953, con l'eccezione del Concerto in sol per violino e orchestra del 1935.
Negli anni del secondo conflitto mondiale, Bianchi si dedica a composizioni di carattere cameristico: la raccolta dei Cinque canti su parole popolari friulane (Sere, Canzone, Ninnananna, Otubar, Notturno), i Due studi per una fiaba (1940), Fiaba di Piccolo(1944) per coro, pianoforte, campane e triangoli, Canzoni Armene (1947).
Al termine del conflitto, Bianchi si dedica ad altre forme come quella concertistica (Concerto per flauto e orchestra del 1953, Una strada per il mondo  del 1954). Dal 1955 al 1960 è direttore del conservatorio di Trieste, poi passa alla direzione del conservatorio di Venezia per un decennio.
Nell'ultimo periodo della sua vita artistica, Bianchi si rivolge ancora al teatro con il "mimodramma" in un atto La Falena (1963) e nel 1964 (anno in cui sposa la pianista Emilia Merli) Saga lunare per grande orchestra e coro.
Gli ultimi anni lo vedono al lavoro per composizioni cameristiche (Le sere così lente, 1972, per flauto solista, pianoforte, voce recitante e danzatrice), opere sacre (Salmo 150, 1972 per coro e orchestra) e la pantomima musicale La Boutique Amoreuse (1973).

## Le Opere
- Notturno per pianoforte (1920)
- Interludio per pianoforte (1920)
- Primi canti per soprano e pianoforte (1920)
- Sonatina per pianoforte (1921)
- Allegro appassionato per violino e pianoforte (1922)
- Sonata in Sol per violino e pianoforte MCMXXII
- Due Canzoni per canto e orchestra (1922)
- Elogio della notte, tre visioni sinfoniche da Novalis (1924)
- Trifoglio giapponese per canto e pianoforte, tre strofe della raccolta di Man-yo-sin (1925)
- Quattro ariette veneziane per canto e pianoforte (1926)
- Soregina, quattro interludi orchestrali all fiaba in due atti di Diego Valeri (1927)
- Concerto per orchestra (1929)
- Commiato per violino e pianoforte (1930)
- Primo quartetto d'archi "improvvisi" (1930)
- Notturno per orchestra (1931)
- Quattro interludi per piccola orchestra (1931) (interludio II e III perduti)
- Secondo quartetto d'archi Rapsodie (1933)
- Sogni e Stagioni
- Concerto per violino e orchestra (1936)
- Canzone d'Italia Imperiale per canto e pianoforte (1936)
- Cinque canti su parole popolari friulane (1937-1939)
- Inno a Bolzano per canto e pianoforte (1939)
- Due studi per una fiaba per due pianoforti (1940)
- Cinque canzoni infantili La fiaba di piccolo di Ugo Ghiron (1944)
- Tre liriche di soprano e orchestra (1944)
- Sette canzoni infantili per canto e pianoforte (1945)
- Arma azzurra, per canto e pianoforte (1946)
- Spiegate all'aria il tricolore, per canto e pianoforte (1946)
- Inno olimpionico per coro e orchestra (1947)
- Sei canzoni su antichi testi popolari armeni dalle raccolte Padre Komitas, per voce di soprano, flauto, viola, violoncello e arpa (1948)
- Mottetto Ad te levavi a quattro voci sole (1949)
- Tre movimenti sinfonici (1949)
- La gondola, per canto e pianoforte. Versi di N. Sichiero (1949)
- Ditirambo, per pianoforte (1950)
- Arabesque, per pianoforte (1950)
- Sei villotte friulane per coro a voci sole (1950)
- Introduzione e allegro III Rapsodia, per orchestra d'archi e arpa (1951)
- Una strada nel mondo, Mistero corale per voce recitante, coro, organo, due pianoforti e strumenti a percussione (1954)
- Quattro cori per voci miste con due pianoforti, timpani e altri strumenti a percussione (1954)
- Tre tempi da concerto per flauto e orchestra (1954)
- Tre tempi per orchestra d'archi e timpani (1955)
- Kirie, per coro a tre voci e organo (1956)
- Cinque canti sacri per coro a tre voci e organo (1957)
- Lauda di Pasqua, lauda drammatica in un atto per soli, coro e orchestra (1959).
- "Malù" balletto in un atto e cinque quadri musicali (1960)
- Quattro studi da Malù per otto strumenti e percussione, versione strumentale trascritta dall'omonimo balletto (1961)
- Malù, racconto mimato e danzato in un atto per piccolo complesso (1962)
- Tre canzoni per voce di tenore e orchestra (1962)
- La Falena, mimodramma i un atto (1963)
- Tre favole per orchestra (1963)
- Messa in italiano per i bambini, per coro unisono e organo (1964)
- Messa in italiano per i giovani, a coro unisono e organo (1964)
- Messa vespertina in italiano, per solo, coro unisono e organo (1964)
- Saga lunare, mimodramma in un atto (1965)
- Tre espressioni sinfoniche da La falena (1965)
- Tempi di una saga per orchestra (1966)
- Danza e notturno, per coro misto e orchestra (1966)
- Elegia e Ditirambo per due pianoforti e percussione (1967)
- Sagitta Hirenae, scene da un dramma del X sec. (da Rosvita) (1968)
- Evocazioni, cinque momenti oanici per balletto (1970)
- Va e Vieni (come and go), un atto di S. Beckett in quattro quadri con coreografie (1970)
- Di là, "mistero" in tre tempi e tre corali - Mirano, 6 dicembre 1971
- Quattro poesie francesi di Diego Valeri per coro a quattro voci miste. (1972)
- Le sere così lente, quartetto per quattro poesie di Irma Zorzi per flauto solista, pianoforte, una danzatrice, una voce recitante (1972)
- La Boutique amoreuse, pantomima musicale in un atto (1973)
- Salmo 150, salmo scenico in un atto, testo di Genrich Sapgir (1973)